# Joseba Zaldúa
Artikeln följer den spanska namnseden; faderns efternamn är Zaldúa och moderns efternamn Bengoetxea.
Joseba Zaldúa Bengoetxea, född 24 juni 1992, är en spansk fotbollsspelare som spelar för Cádiz.

## Karriär
Den 4 juli 2017 lånades Zaldúa ut av Real Sociedad till Leganés på ett låneavtal över säsongen 2017/2018.
Den 11 juli 2022 värvades Zaldúa av Cádiz, där han skrev på ett treårskontrakt.